# Rålambshovsparken

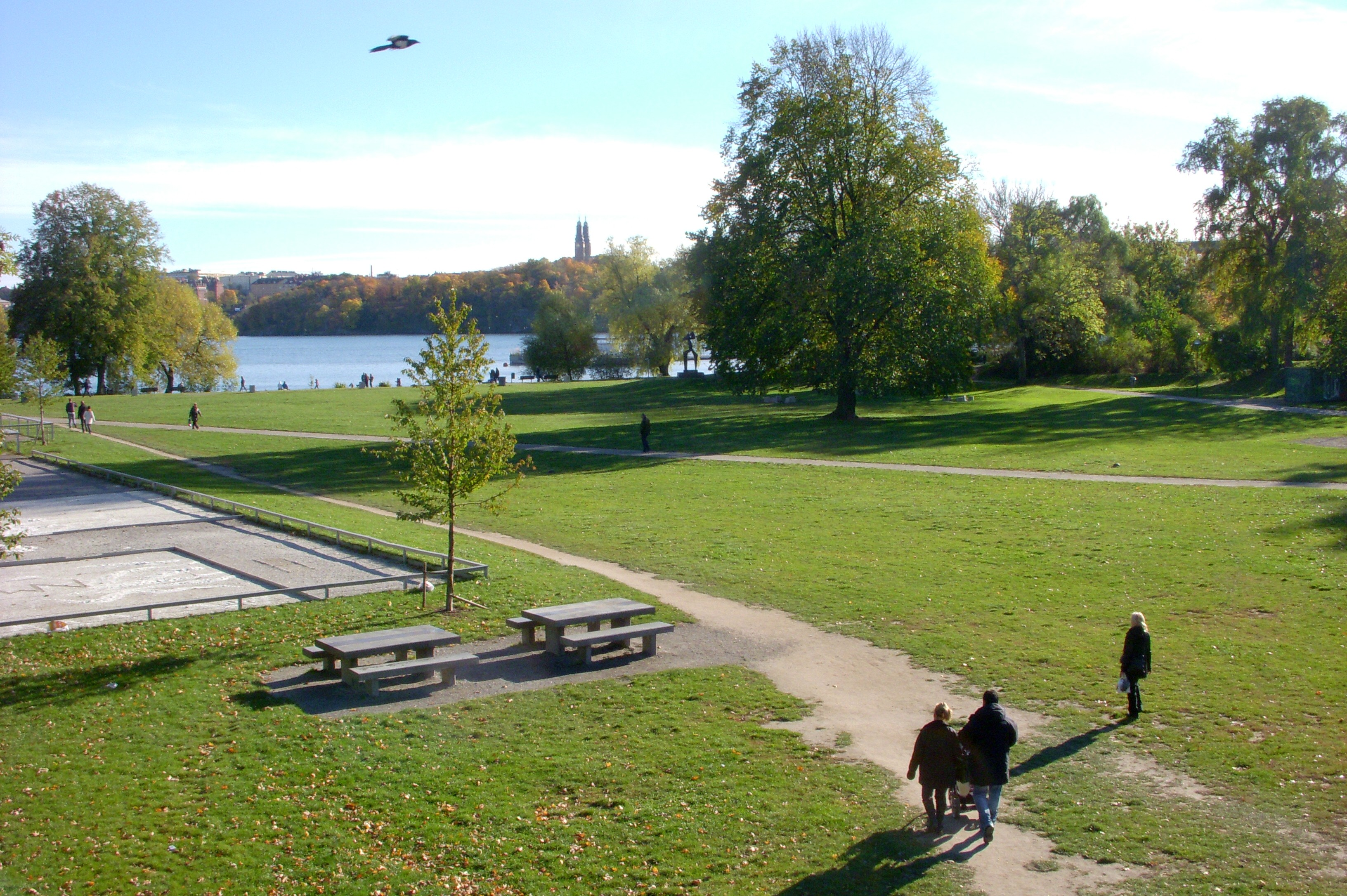
Rålambshovsparken mot söder och Riddarfjärden, 2010.

Rålambshovsparken (i dagligt tal Rålis) är en park i stadsdelen Marieberg på Kungsholmen i Stockholm.  Namnet kommer från den tidigare egendomen Rålambshovs gård. I väst gränsar parken mot Stockholms universitets Campus Konradsberg (tidigare Lärarhögskolan i Stockholm), i norr (nord-nordost) mot Rålambshovsleden (intill Norr Mälarstrand), i östra hörnet övergår den i Norr Mälarstrands strandpromenad och i ost-sydost öppnar den sig mot Riddarfjärden. Västerbrons norra del (kallad Lilla Västerbron) spänner över parken. I sydväst ligger Smedsuddsbadet och Riksarkivet.

## Historik
Parken började anläggas 1936 efter ritningar av Erik Glemme och hörde till de första parker i Stockholm som gestaltades efter funktionalistiska principer. Parken är en del av "Kungsholmens parkstråk" där ingår även Fredhällsparken och Norr Mälarstrands strandpromenad. I parken finns en amfiteater, uppförd till Stockholms 700-årsjubileum 1953, där Parkteatern ofta har föreställningar om somrarna. Teatern rymmer 5 000 personer. Det finns även ett flertal skulpturer: lekskulpturen Domarring (1945) av Egon Möller Nielsen, Monument över yxman (1966) av Eric Grate, Fjärilen (1980) av Elli Hemberg och Färgtorn av Lars Erik Falk.

## Aktiviteter

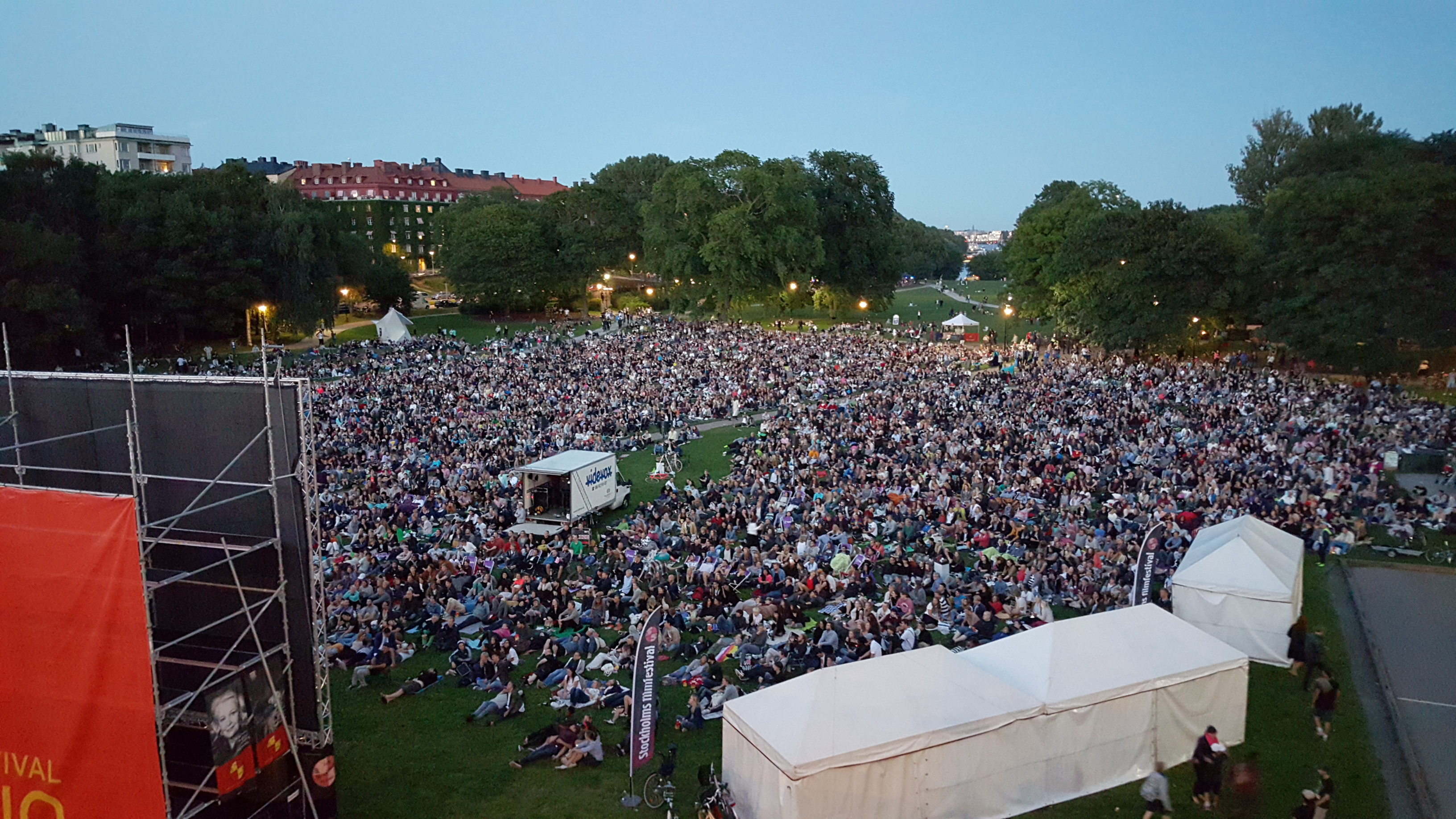
Utomhusbio i parken, sommaren 2015.

För personer utanför Stockholm är kanske Rålambshovsparken främst känd som platsen där Sveriges herrlandslag i fotboll firade sitt VM-brons 1994 tillsammans med GES och över 70 000 människor sjungande När vi gräver guld i USA.
Det finns en beachvolleybollplan och boulebana och parken är ett populärt tillhåll för de som vill spela fotboll, brännboll eller kubb, solbada, kasta frisbee, grilla eller ha picknick. Friskis & Svettis brukar även ha gratis utomhusträning sommartid. Skateboardrampen (vert) från slutet av 1990-talet var sliten och revs under 2007. 
"Rålis Skatepark" som invigdes den 3 november 2010 under "Lilla Västerbron" har sedan 1985 jobbats fram på initiativ av föreningen Stockholm Sub Surfers. Skateparken innehåller ett flertal bowls av olika djup och form, samt en stor streetdel. I mitten mot sydvästra kanten ligger Rålambshovs Parklek.
I parkens västra del ligger Lilla Björnen Förskola. Under våren 2005 utvidgades förskolans gård eftersom barnantalet ökats. Man inhägnade då en tidigare upptrampad genväg. 
Parken ligger bara knappt fem minuters promenad från tunnelbanestationen Fridhemsplan, men kan även nås med en mängd bussar som stannar vid Västerbroplan, varifrån det går en trappa ned till Rålambshovsparken.

## Bilder

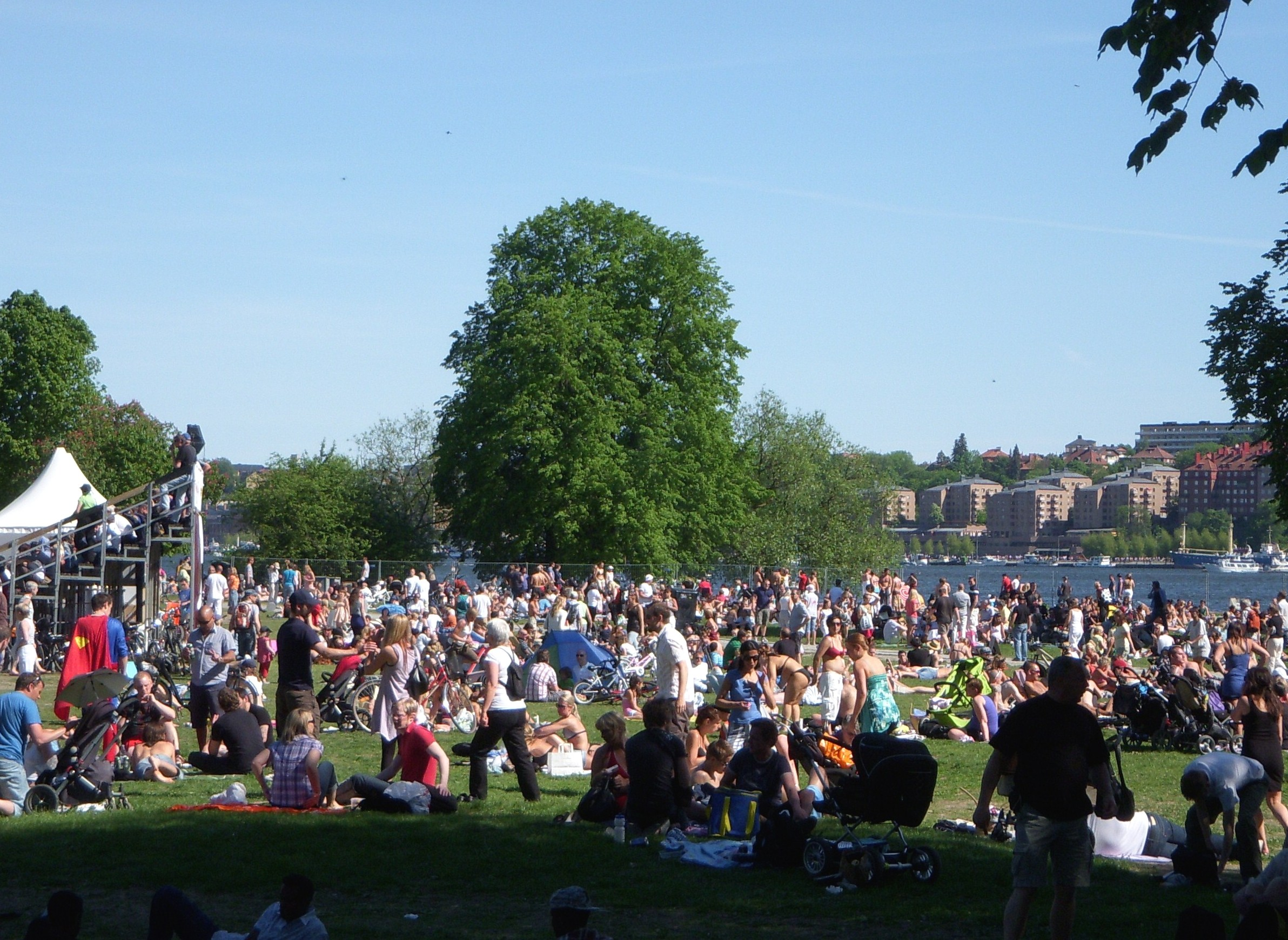
Parken på sommaren.
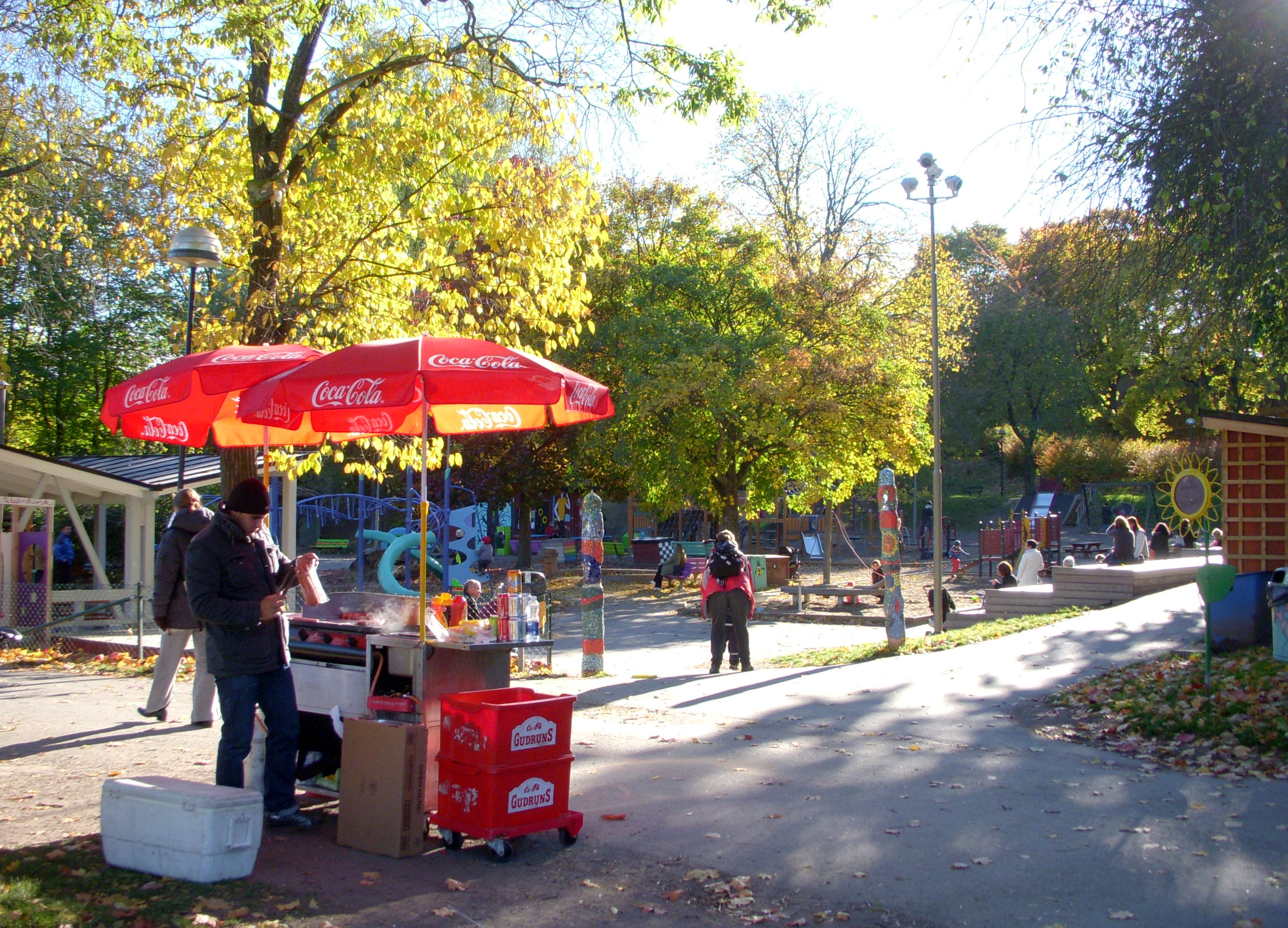
Parkens "Parklek" på hösten.
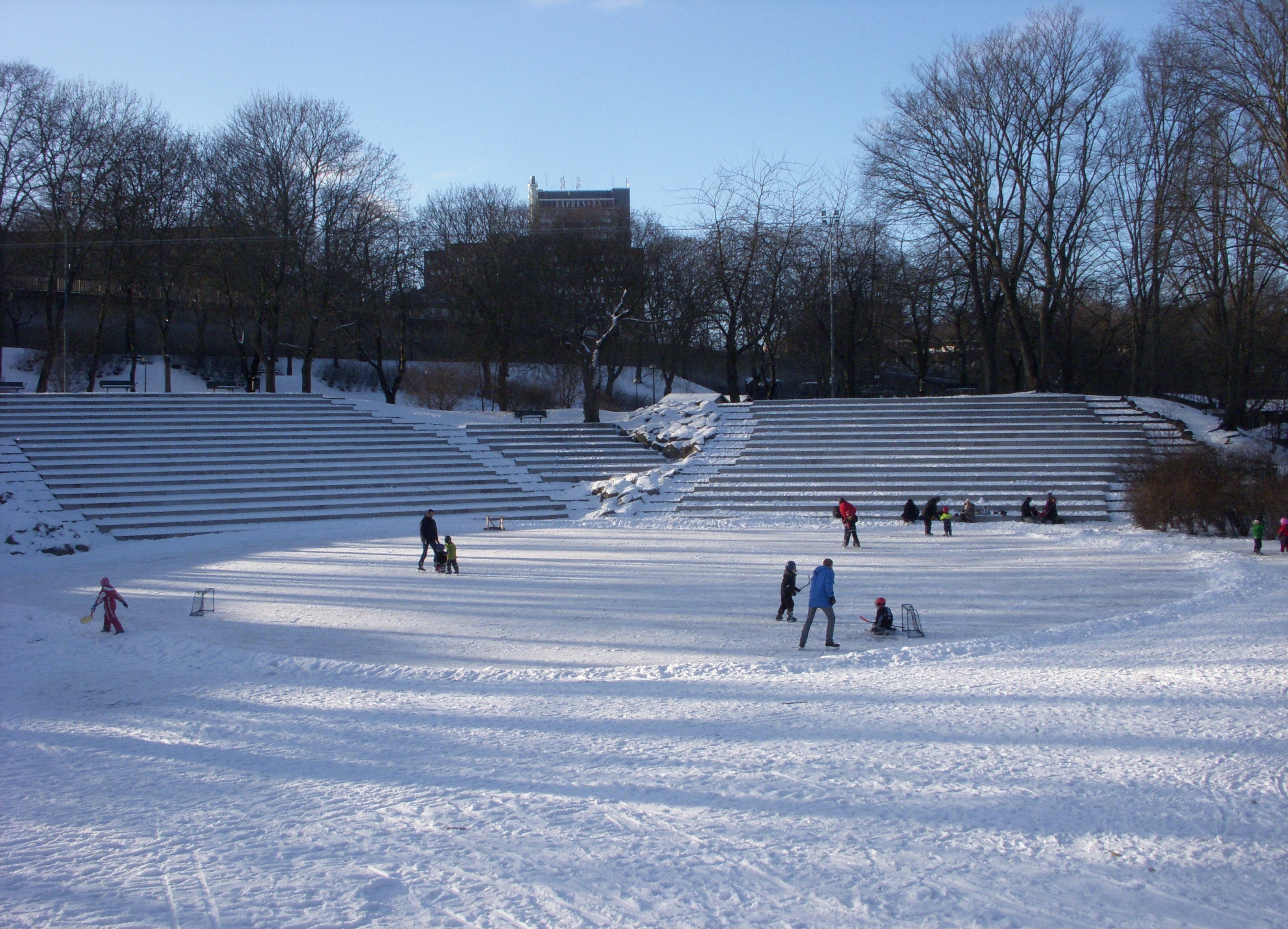
Parkens amfiteater på vintern.
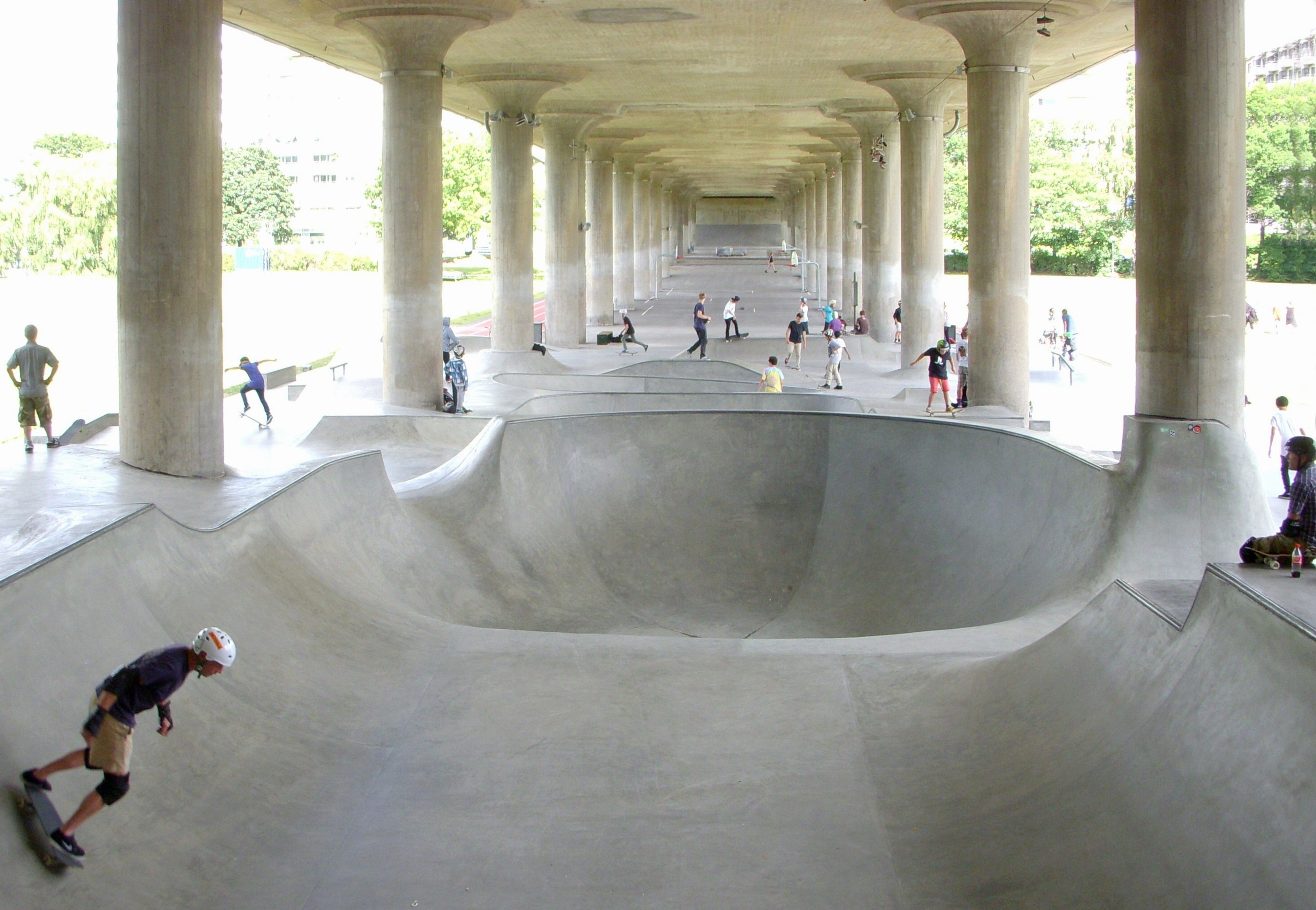
Rålis Skatepark under "Lilla Västerbron".